# Superior (Arizona)
Superior é uma vila localizada no estado americano do Arizona, no condado de Pinal. Foi incorporada em 1976.

## Geografia
De acordo com o United States Census Bureau, a vila tem uma área de 5 km², onde todos os 5 km² estão cobertos por terra.

### Localidades na vizinhança
O diagrama seguinte representa as localidades num raio de 32 km ao redor de Superior.

## Demografia
Segundo o censo nacional de 2010, a sua população é de 2 837 habitantes e sua densidade populacional é de 564,6 hab/km². Possui 1 465 residências, que resulta em uma densidade de 291,6 residências/km².